# ATP Challenger Turin-3
Das ATP Challenger Turin (offiziell: Turin Challenger) war ein Tennisturnier, das von 1980 bis 1994 mit einer Pause von 1982 bis 1989 jährlich in Turin, Italien, stattfand. Es gehörte zur ATP Challenger Tour und wurde im Freien auf Sand gespielt.

## Liste der Sieger

### Einzel
| Jahr                         | Sieger             | Finalgegner        | Ergebnis      |
| ---------------------------- | ------------------ | ------------------ | ------------- |
| 1994                         | Albert Costa       | Óscar Martínez     | 6:4, 6:4      |
| 1993                         | Richard Fromberg   | Horacio de la Peña | 6:1, 7:6      |
| 1992                         | Franco Davín       | Renzo Furlan       | 7:6, 3:6, 6:1 |
| 1991                         | Paolo Canè         | Roberto Azar       | 6:2, 6:3      |
| 1990                         | João Cunha e Silva | Jimmy Brown        | 7:6, 6:7, 6:3 |
| 1982–1989: nicht ausgetragen |                    |                    |               |
| 1981                         | Pablo Arraya       | Stefan Simonsson   | 6:4, 3:6, 6:3 |
| 1980                         | Robbie Venter      | Miguel Mir         | 6:2, 6:1      |

### Doppel
| Jahr                         | Sieger                            | Finalgegner                      | Ergebnis      |
| ---------------------------- | --------------------------------- | -------------------------------- | ------------- |
| 1994                         | Leonardo Lavalle Libor Pimek      | Richard Schmidt Greg Van Emburgh | 6:2, 7:6      |
| 1993                         | Andrew Kratzmann Mårten Renström  | Brian Joelson John Sullivan      | 6:4, 6:0      |
| 1992                         | Byron Black John-Laffnie de Jager | T. J. Middleton Ted Scherman     | 6:4, 6:2      |
| 1991                         | Omar Camporese Renzo Furlan       | Sven Salumaa Tobias Svantesson   | 7:5, 3:6, 6:4 |
| 1990                         | Neil Borwick David Lewis          | Christer Allgårdh Martin Sinner  | 6:2, 3:6, 6:2 |
| 1982–1989: nicht ausgetragen |                                   |                                  |               |
| 1981                         | Lloyd Bourne Blaine Willenborg    | Jaime Fillol Željko Franulović   | 5:7, 6:4, 6:2 |
| 1980                         | Jai Di Louie Wayne Hampson        | Dave Siegler Robbie Venter       | 6:3, 6:4      |